# Baal I
Baal I fue rey de Tiro (680 - 660 a. C.). 

## Reinado
El rey Asarhaddón se enfrenta a dos focos de resistencia en fenicia, hechos por los sucesores de Ethbaal II durante el reinado de Abdi Milkouti en Sidón y Tiro bajo el liderazgo de su rey Baal I.
Abddimilkutti fue derrotado en 677, deportado a Nínive y ejecutado. Sidón es arrasada y se construye una nueva ciudad llamada Kar-Assarhaddon en su sitio. Hacia 675/673 Baal I, los otros dos reyes fenicios Milkyasap de Biblos y Mattanbaal de Arwad y otros reyes regionales y de Chipre deben proporcionar materiales para embellecer el palacio de Nínive. Baal I intenta entonces aliarse con Egipto. En 671 Asarhaddón marcha sobre la ciudad y la asedia. Baal, atrincherado en la isla de Tiro, escapa del cautiverio pero pierde todas sus posesiones y debe someterse.
Baal I sigue siendo el rey de Tiro durante el reinado de Asurbanipal. Rinde homenaje con Milkyasap de Byblos y el nuevo rey de Arwad Yakinlu. Deben proporcionar un contingente y barcos al ejército asirio que ataca a Egipto.
En 662, Asurbanipal sitió Tiro a su vez. Baal I se somete nuevamente: envió a su hijo llamado Yahimilki y a su hija y sobrinas como rehenes del rey asirio. Este magnánimo guarda princesas para su harén pero devuelve a Baal I sus hijos.